# Jingcheng
Jingcheng, ook wel Kim- shang Kong-co , (overleden 739) was een Chinese prinses uit de Tang-dynastie. Zij werd uitgehuwelijkt aan een lid van de koninklijke familie van het Tibetaanse rijk. Na zijn dood of verlies van macht werd zij een van de vrouwen van de koning Tridé Tsungtsen ( 704-755).

## De oorspronkelijke bedoelde echtgenoot voor Jincheng
In de klassieke Tibetaanse geschiedschrijving was Tride Tsungtsen de oorspronkelijk bedoelde echtgenoot voor Jincheng. Tibetologisch onderzoek van de laatste decennia heeft aangetoond, dat dit niet het geval kan zijn. De Tibetaanse annalen vermelden de aankomst van de prinses in Tibet in 710. Uit die annalen wordt ook duidelijk, dat Tridé Tsungtsen geboren moet zijn na het overlijden van Tridu Songtsen die in die geschiedschrijving vermeld wordt als zijn vader. De annalen van de Tang-dynastie geven als geboortejaar voor Tridé Tsungtsen het jaar 706.
(Een aantal tibetologen gaan dan ook uit van de veronderstelling, dat Tridé Tsungtsen niet de zoon kan zijn van Tridu Songtsen.)
Er is in ieder geval consensus bij hedendaagse tibetologen, dat gezien de nog jonge leeftijd van Tridé Tsungtsen op het moment dat de onderhandelingen over het huwelijk gestart moeten zijn, hij nooit de beoogde echtgenoot geweest kan zijn. De meest waarschijnlijke beoogde oorspronkelijke echtgenoot was Lha Bal-po, een oudere halfbroer van Tridé Tsungtsen en geboren uit de relatie tussen Tridu Songtsen en Ga-tun, een Turkstalige prinses en vermoedelijk afkomstig uit het volk van de Azha.
Lha Bal-po wordt niet vermeld in de traditionele lijst van de koningen van Tibet. Hij is echter ook in formele zin enige maanden koning van het rijk geweest in 705 voordat hij onder invloed van met name Tri Malö, de moeder van Tridu Songtsen werd afgezet. Lha Bal-po werd niet omgebracht, maar hield na zijn afzetting een zekere positie aan het hof. Na zijn overlijden zou Jincheng een van de vrouwen van Tridé Tsungtsen geworden zijn.
Deze geschiedschrijving is in wezen een herhaling van het verhaal van de eerste Chinese prinses Wencheng ( overleden omstreeks 670) die in feite een van de vrouwen werd van de Tibetaanse kroonprins Gungsrong Gungtsen (628 - 647) en na het overlijden daarvan een van de meerdere vrouwen werd van zijn vader Songtsen Gampo ( 605-650).

## Bevordering van het boeddhisme
Geheel verschillend met Wengcheng arriveerde Jincheng in Tibet met een eigen grote Chinese hofhouding. In de literatuur wordt desondanks vaak vermeld, dat zij niet kon aarden in Tibet. Nog in 723 schreef zij een bief aan de koning van Kashmir met de vraag of zij welkom in het land zou zijn, indien zij Tibet zou willen verlaten.
Uiteindelijk werd zij een patroon van het boeddhisme in Tibet. Veel van de daden die in de klassieke geschiedschrijving aan prinses Wencheng zijn gerelateerd, zoals bijvoorbeeld het bouwen van tempels, moeten feitelijk gesitueerd worden in deze periode van Jincheng.
Het Testament van Ba beschrijft hoe Jingcheng in Tibet een rouwperiode na het overlijden van politiek belangrijke personen van 49 dagen introduceert. Dat is de rituele periode die naderhand een geloofsartikel in het Tibetaans boeddhisme is geworden waarbij mensen na uiterlijk zeven weken wedergeboren worden.
In China was na omstreeks 730 een antiboeddhistische beweging ontstaan. Als gevolg daarvan ontvluchtten grote aantallen boeddhistische monniken het land en gebieden als Khotan, dat sinds omstreeks 695 weer in Chinese handen was. Een aantal van deze monniken zou in Tibet terechtkomen.
Kort na aankomst van deze monniken ontstond in Tibet een pokkenepidemie met als gevolg dat ook veel Tibetanen overleden. De monniken kregen hiervan de schuld en werden met geweld gedwongen het land te verlaten. Ook Jincheng zelf is in 739 waarschijnlijk aan de pokken overleden, hoewel enkele tibetologen neigen naar de veronderstelling, dat zij op basis van ontstane antiboeddhistische gevoelens in Tibet is vermoord.
Onder druk van de clanleiders voert ook de koning Tridé Tsungtsen na 740 een antiboeddhistische politiek, die pas weer in de periode van Trisong Detsen (742-800 ) gewijzigd werd.